# Linspire
Linspire (vormals LindowsOS) ist eine auf Debian basierende Linux-Distribution, deren Aussehen zeitweise dem Betriebssystem Windows geähnelt hat.
Die Firma, die Linspire entwickelte und vertrieb, hieß von 2001 bis 2004 Lindows, ab 2004 dann Linspire, jeweils entsprechend dem Namen der Distribution. 2008 wurde sie in Digital Cornerstone umbenannt und am 1. Juli 2008 von der Firma Xandros gekauft, in der sie lange verblieb, bis sie schließlich an eine andere Firma namens PC/OpenSystems LLC veräußert wurde. Bis April 2018 ist keine weitere Version von Linspire mehr erschienen. Erst nach längerer Pause haben die Verantwortlichen von Linspire, nachdem Linspire von PC/OpenSystems LLC erworben wurde, im April 2018 eine neue Version von Linspire herausgebracht. Das war die Version 7.0 Service Pack 1. Die letzte Version 8.7 ist offenbar Anfang März 2020 veröffentlicht worden (Stand: März 2020). Nach wie vor verstehen die Macher das Produkt „Linspire“ als Konkurrenzprodukt zu MS Windows. In jüngster Zeit haben sie es insbesondere auf ehemalige Besitzer von Windows 7 abgesehen, dessen 10-jähriger Support Anfang 2020 auslief.

## Geschichte
Das US-amerikanische Unternehmen Linspire, Inc. (vormals Lindows, Inc.) mit Sitz in San Diego, Kalifornien entwickelte das gleichnamige Betriebssystem auf Debian-Grundlage. Michael Robertson gründete vermutlich im August 2001 das Unternehmen aus MP3.com heraus. Am 20. Juli 2005 gab Robertson den Vorsitz als CEO an den Präsidenten und Gründer von Linspire, Kevin Carmony, ab. Er selbst blieb aber Vorstandsvorsitzender und widmete sich darüber hinaus anderen Projekten.
Am 30. Juni 2008 gab Kevin Carmony in seinem Blog den Verkauf des Unternehmens an Xandros bekannt. Im Sommer 2008 kam es zur erwarteten Konsolidierung der Distributionen aus dem Hause Xandros. Im Ergebnis dessen wurde Linspire eingestellt. Im Jahr 2018 erwarb das Unternehmen PC/OpenSystems LLC die Rechte an Linspire; und mit der Veröffentlichung der Version Linspire 7.0 im April 2018 ist es zu einem Comeback der Distribution gekommen. Ihre genaue Versionsbezeichnung war wohl Version 7.0 Service Pack 1. Linspire ist wohl die einzige Desktop-Linux-Distribution, mit der ein zehnjähriger Support einhergeht. Anfang März 2020 ist die Veröffentlichung von Linspire 8.7 Nachrichtenthema gewesen.

## Namensrechtsstreit mit Microsoft
Bereits während der Entwicklung von LindowsOS ging Microsoft gegen Michael Robertson wegen der angeblichen Verwechslungsgefahr und Namensähnlichkeit gerichtlich vor. In der Folge haben US-Gerichte festgestellt, dass der Begriff Windows nicht geschützt werden kann, da „Fenster“ ein allgemeiner Begriff ist. Der Richter lehnte 2002 die Klage unter anderem mit der Begründung ab, Microsoft selbst habe den Begriff Windows bereits verwendet, als das Betriebssystem Windows noch gar nicht auf dem Markt war, und die graphische Fenstertechnik (GUI) sei bereits von Xerox und von Apple früher als von Microsoft entwickelt und vermarktet worden.
Das Verfahren lief von 2001 bis 2004, bisher hatte sich jedoch Microsoft immer bis zur nächsten Instanz berufen, der nächste Prozesstermin für die Namensklage gegen Lindows wurde auf 2003 verschoben. Das Gericht wollte von Microsoft zuerst mehr Beweise sehen. Für LindowsOS hat diese Verschiebung bisher keine Produktionsverzögerung bedeutet; die damit verbundene Publizität brachte dagegen dem neuen Betriebssystem sicher mehr Aufmerksamkeit, als dass es ihm geschadet hätte.
In Belgien, Finnland, Luxemburg, den Niederlanden und Schweden entschieden die Gerichte gegen Lindows und für Microsoft. Das Betriebssystem darf dort nur noch unter dem Namen „Lin---s“ (sprich: Lin-Dash) vertrieben werden, ebenso darf man die original Homepage „Lindows.com“ nicht mehr besuchen. In den genannten Ländern heißt diese Website „Lin---s.com“. Aus diesen Gründen nannte sich das Unternehmen und sein Produkt im April 2004 in Linspire um.
Im Juli 2004 einigten sich Microsoft und Linspire außergerichtlich. Linspire erhielt von Microsoft 20 Millionen US-Dollar, im Gegenzug wurden alle Rechtsstreitigkeiten zwischen beiden Unternehmen eingestellt.

## Produkt
Linspire sollte den Umstieg von Windows nach Linux erleichtern und hatte deshalb seinen Fokus auf die unkomplizierte Einsatzmöglichkeit in Schulen, Unternehmen und im Privatbereich gelegt. Linspire strebte eine Linux-Distribution an, die durch den durchschnittlichen Benutzer einfach zu bedienen ist.
Linspire basiert auf Debian. Als besonderes Merkmal in der ersten Version von Linspire wurde die Möglichkeit angepriesen, Windows-Anwendungen durch Wine-Unterstützung installieren und verwenden zu können. Ab der Version 5 wurde dieser Schwerpunkt aufgegeben, gerade auch wegen der inzwischen fast grenzenlos erscheinenden Menge an Open-Source-Software.
Positiv anzurechnen ist, dass Linspire eine einfache Installation von Programmen ermöglicht, die von ihnen „Click’n’Run“ (CNR, basierend auf Debians APT) genannt wurde.

## CNR
APT ist zwar freie Software, seine Bedienung erschien den Entwicklern von Linspire jedoch für Linux-Neulinge als noch zu kompliziert. Daher wurde eine besonders einfach zu bedienende Benutzeroberfläche und ein leicht verändertes Paketsystem für eine jährliche Gebühr bereitgestellt. CNR basiert inzwischen nicht mehr auf APT. Die Installationsdateien mit der Endung .cnr sind lediglich Pakete im .deb-Format (Debian-Paketdateien) mit einer DRM-ähnlichen Verschlüsselung. Linspire fragt vor der Installation, ob das Paket rechtmäßig erworben wurde. Nach dieser Abfrage kann es installiert werden.
Linspires CNR Service (scherzhaft auch „Collect New Revenue“) erlaubte den Benutzern angeblich uneingeschränkten Zugriff auf Software, die im CNR-Warenhaus lagert. Der Dienst erlaubt die Installation aller Anwendungen mit einem einzigen Klick. CNR enthält auch den CNB „Click’N’Buy“, der lediglich eine Menge zusätzlicher kommerzieller oder proprietärer Software enthält, und zwar ausschließlich für bezahlende Mitglieder. Zeitweise enthielt der CNR eine Palette von über 2500 unterschiedlichen Produkten – beginnend von sehr einfachen Anwendungen zu großen kommerziellen Hauptanwendungen wie Win4Lin und StarOffice. Die Programme waren mit größtenteils redaktionellen Anmerkungen und Bewertungen aus der Community versehen. Angeblich verursachte der Breitbanddownload dem Hersteller hohe Kosten. Linspire bot zwei verschiedene Preisklassen für seinen jährlichen CNR-Service an:
- CNR Service (basic): Der CNR-Grundservice war zuletzt kostenlos erhältlich (vormals 20 US$) und erlaubte es den Benutzern, durch einen einfachen Klick Anwendungen vom Hauptserver herunterzuladen und zu installieren.
- CNR Gold Service: Der Gold Service beinhaltete den Funktionsumfang des Grundservices, nur wurden für 50 US$ im Jahr zusätzliche Extras wie Rabatte auf kommerzielle Linux-Software (z. B. StarOffice, Win4Lin, Cedega und MyBooksPro) geboten. Befürworter dieses Services argumentierten, dass die genannten Rabatte die Kosten des CNR Gold Service leicht übertreffen könnten.

## Kritik
Linspire war bei vielen Linux-Nutzern verpönt, da es – in der „CNR Gold Service“-Version – auch für die Installation von Programmen Geld verlangt, die sonst kostenlos im Internet verfügbar sind.
Ein Kritikpunkt an Linspire war, dass alle Benutzer zunächst einen root-Status erhielten, ohne konsequenterweise von der Distribution selbst über die damit verbundenen Gefahren informiert zu werden. Insbesondere erfahrene Nutzer wiesen vor der aktuellen Version darauf hin, dass dies zu einer Gefährdung der Systemsicherheit führe. Auf diese Weise kann nämlich jeder Nutzer (auch von außen) alle Dateien im System manipulieren. Dies erhöht die Gefahr durch Schadprogramme wie Viren oder Trojaner. Michael Robertson selbst argumentiert, dass es keinen nennenswerten Unterschied zwischen root und Benutzer gebe. Dies wird aber jetzt in der neu zum Download angebotenen Version (Freespire 2.0.6) vermieden, indem man in der Default-Einstellung nicht mehr „root“ ist. Man wird hier nunmehr ausdrücklich danach gefragt, ob man denn in den „root“-Status wechseln wolle, wenn man das Bedürfnis hat, grundlegende Sachen zu verändern. Dadurch wurde dieser Hauptkritikpunkt mit dem „root“-Problem behoben.
Während einige Linspire und Debian als einander sehr ähnliche Produkte betrachten, argumentieren andere, Linspire unterscheide sich von Debian und anderen Distributionen deutlich durch Dutzende proprietäre Programme auf seiner Installations-CD, wie zum Beispiel Unterstützung für MP3, DVD, Quick Time, Java, Flash, Real, Windows Media, Adobe PDF und proprietäre Treiber. Einige davon sind lizenziert, andere sind Produkte Dritter, die Gebühren von den Lizenznehmern fordern und auch von Linspire legal lizenziert wurden.
Die Standard-Linspire-Installation enthält keine Network Services. Ebenso ist eine strenge Firewall installiert, die alles bis auf den Port 22 (SSH) abblockt.
Mit Linspire 6.0 begann auch Linspire den Weg einiger Linuxdistributoren zu folgen und bot seitdem von Microsoft lizenzierte Codecs an, die in das System integriert waren.

## Fremdsprachenunterstützung
Linspire sponserte das IRMA Project: Es soll Benutzern aus aller Welt ermöglichen, Linspire in verschiedene Sprachen zu übersetzen. IRMA unterstützt über 50 Fremdsprachen mit Hilfe von über 1.500 Übersetzern, wie etwa Englisch, Deutsch, Spanisch, Japanisch, Portugiesisch oder Italienisch.

## Unterstützung für Open-Source
Linspire, Inc sponserte sehr viele Open-Source-Projekte, wie Pidgin, Kopete (Instant-Messaging-Clients), KDE-Apps.org und KDE-Look.org und das Nvu-Projekt, das eine Entwicklung eines WYSIWYG-Webseiten-Editors, basierend auf dem Mozilla-Composer-Quellcode vorsieht. In der Vergangenheit hat Linspire, Inc. dem Wine-Projekt über 500.000 US-Dollar gespendet und richtete ebenso mehrere Linux- und Open-Source-Veranstaltungen aus wie das jährliche Desktop Linux Summit, die Debconf und die KDE Developers Conference. Linspire war Mitglied in der DCC.

## Editionen
Linspire bot folgende Editionen an:
- Standard – Die Standardausgabe von Linspire (ab ca. 49,95 $)
- Developer – Diese Edition enthielt sehr viele Entwicklertools, wie Texteditoren, Compiler und Bibliotheken zum Softwareentwickeln
- Laptop – Eine für Notebooks optimierte Linspireversion
- LinspireLive! – Live-CD von Linspire (29,95 $)

## Freespire
Im August 2005 erschien eine Live-CD namens Freespire im Internet. Freespire war eine auf dem Linspire-Quellcode basierende Linux-Distribution. Diese Distribution wurde von einem Linspire-Fan generiert und war von Linspire selbst weder produziert noch veröffentlicht worden. Freespire sorgte deshalb für einige Irritationen bei den Benutzern, die es für ein Produkt von Linspire hielten. Der Urheber wechselte freiwillig den Namen, um solche Verwechselungen zu vermeiden. Gleichzeitig mit dem Namenswechsel bekam das ehemalige Freespire-Projekt den Codenamen „Squiggle“ und die Überlegung, einen neuen Distributionsnamen zu suchen. Linspire reagierte sofort mit dem „free Linspire“-Angebot an die Benutzer bis zum 9. September 2005. So machten beide Projekte gegenseitig geschickt Werbung für sich.
Ab dem zweiten Quartal 2006 gab es allerdings ein neues, von Linspire initiiertes und gefördertes Projekt, das den Namen Freespire trug. Freespire war, wie der Name schon andeutet, eine Gratis-Variante von Linspire; sein Konzept ähnelte dem von Fedora.

### Versionen
| Version | Datum              |
| ------- | ------------------ |
| 1.0.13  | 7. August 2006     |
| 2.0     | 7. August 2007     |
| 2.0.3   | 24. September 2007 |

## Klage gegen Xandros
2003 strengte Linspire einen Gerichtsprozess gegen seinen einstigen Partner Xandros an. Linspire behauptete, dass Xandros eine Rückzahlung eines Kredits in Höhe von 750.000 US-Dollar verweigere und dass sowohl dieses Unternehmen als auch weitere Beklagte in Etikettenschwindel, Betrug und kriminelle Falschdarstellungen verwickelt seien. Während der Verhandlung von Linspires Investition in Xandros kam diese Information am 20. April 2004 ans Licht. Die beiden Unternehmen einigten sich im Juli 2005 außergerichtlich.
Man vergleiche Linspire mit Xandros und Lycoris, die ein ähnliches Prinzip wie Linspire verfolgen.

## Versionen
| Version | Datum             |
| ------- | ----------------- |
| 3.0     | 18. November 2002 |
| 4.0     | 24. Juni 2003     |
| 4.5     | 16. Dezember 2003 |
| 5.0     | 16. März 2005     |
| 5.1     | 21. April 2006    |
| 6.0     | 10. Oktober 2007  |
| 7.0     | 8. April 2018     |
| 8.7     | 6. März 2020      |